# Врбница (Албанија)
Врбница или Врмица (алб. Vërnicë) је насељено место у општини Булћиза у округу Дибер, Албанија. Према попису из 1989. године било је 75 становника.
Према бугарском географу и историчару, Василу Канчову, у Врбници је 1900. године живело 300 Словена хришћана. Српски етнограф Миленко Филиповић, 1940 године наводи да у Врбници има 50-60 кућа Словена православаца.